# Duke Nukem 3D
Duke Nukem 3D je 3D akční počítačová hra, vytvořená společností 3D Realms, vydaná v roce 1996 společností Apogee Software. Patří mezi nejznámější akční hry. Námětem navazuje na starší 2D akční hry Duke Nukem a Duke Nukem II. Jejím nástupcem byla po patnácti letech hra Duke Nukem Forever.

## Příběh a úrovně ve hře
Titulní postavou hry je svalnatý blonďák Duke, který je po událostech v druhém díle sestřelen při návratu na Zemi. Jak ihned zjišťuje, mimozemšťané napadli Zemi, proměnili policisty města Neo Los Angeles v mutantní prasata a unášejí ženy. Duke se tak vydává porazit velitele mimozemšťanů Battlelorda, poté se přesune na mimozemskou loď kam jsou unášeny pozemské ženy, kde zabije dalšího velitele Overlorda. Mezitím co byl Duke odlákán, však na Zemi vstoupili hlavní invazní síly, v čele s mimozemským vůdcem Cycloid Emperor.
Hra má tři epizody, první má šest úrovní, které se nacházejí v Los Angeles a v přilehlých propastech a podpovrchových zlomech. Ta druhá má jedenáct kol, odehrává se ve vesmíru, a třetí, poslední má úrovní také jedenáct, a je situována ve Shrapnel City (město z prvního dílu). Na konci každé epizody je nutné zabít finálního bosse, po jeho smrti se zobrazí krátké video.

## Grafika
Přelomovým prvkem byla interaktivita se spoustou věcí, šlo například rozbíjet skla a hydranty, používat záchody nebo si zahrát pool. Na rozdíl od hry Doom zde bylo možné vytvořit i vícepatrové objekty, možnost skrčit se, skákat a rozhlížet se nahoru a dolů. Hra byla hratelná ve standardním rozlišení 320x200 i na relativně pomalém PC s 486/66 MHz, rozlišení 640x480 zvládal již procesor Pentium na frekvenci 100 MHz a nejvyšší rozlišení bylo 800x600.

## Zbraně
Ve hře bylo 10 zbraní: kopání, pistole, brokovnice, tříhlavňový kulomet, RPG – velmi účinný raketomet, vrhací bomby – granáty (odpálení na dálku), zmenšovač – zmenšoval nepřátele, takže jste je mohli rozšlápnout a od verze 1.4 (Atomic edition) také zvětšovač, který obludy nafoukl až explodovaly, devastator – dvojitý raketomet – při velkém množství munice opravdu smrtící (každý výstřel odpálil 2-3 rakety), nástěnná bomba – aktivovala se přerušením laserového paprsku, zmrazovač – zmrazil nepřátele, (ti však po nějaké době rozmrzli), ve zmrazeném stavu se dali zabít jedinou ranou čímkoliv včetně kopnutí.
Ostatní vybavení bylo: jetpack – umožňuje létat ve hře, noktovizor, steroidy – umožňuje rychleji běhat, silněji kopat a zvětšit se po zásahu zmenšovačem, holoduke – vaše vlastní holografická projekce, která slouží k oklamání nepřátel pro hru s více hráči, přenosná lékárna – umožňovala na povel postupně doplnit životy až doplna (použila se vždy potřebná část – max 100% životů), scuba gear – potápěčský přístroj pro pohyb pod vodou, ochranná obuv – umožňuje pohyb po kyselině, lávě atp.

## DLC
Duke Nukem 3D Atomic Edition byl vydán v listopadu 1996 jako samostatná hra, obsahoval původní tři epizody a také čtvrtou epizodu s novými jedenácti úrovněmi. Atomic Edition byla první střílečka z pohledu první osoby obsahující boty. Plutonium PAK přidal k Atomic Edition dva nové nepřátele (Protector Drone a Pig Cop Tank), jednoho bosse (Alien Queen), a novou zbraň: zvětšovač, šlo již také nastavit relaci pro více hráčů proti botům.

## Uživatelské mapy
Převratné bylo, že firma nabídla hráčům software pro výrobu vlastních map. Hlavními komponenty tohoto softwaru jsou build a editart. Kolem tohoto softwaru se nakonec vytvořila tak rozsáhlá hráčská a budovatelská komunita, že vzniklo mnoho nových utilit usnadňujících levelmakerům práci. Byly naprogramovány i nové porty, které umožňují hrát tuto hru pod nejnovějšími operačními systémy. Někteří levelmakeři byli tak plodní, že jim nestačily balíky uživatelských map, ale vytvořili vlastní MODy. Do současnosti byly vytvořeny tisíce map pro více hráčů a stovky map pro jednoho hráče, mapy vytvářel například Mike Beaulieu.

## Přijetí
Hra patří mezi nejznámější akční hry, prodalo se jí okolo 3,5 milionu kopií. Hodnocena byla časopisy Level 85 %, Score 90 % a Riki 94 %.

## Duke Nukem v dalších médiích
Hlavní hrdina se mimo sérii Duke Nukem objevil také v dalších videohrách: Cosmo's Cosmic Adventure (1992), Death Rally (1996), pinball Balls of Steel (1997), Blood (1997), Serious Sam 2 (2005), Choplifter HD (2012), Bulletstorm: Full Clip Edition (2017) a filmu Ready Player One (2018). V roce 2011 vyšel také komiks Duke Nukem Forever a čtyři čísla Duke Nukem: Glorious Bastard. V roce 2022 byl oznámen budoucí film Duke Nukem, fanoušci požadují obsazení do hlavní role wrestlera Johna Cenu, o tomto obsazení se spekulovalo již v roce 2018.